# プロアイルルス
プロアイルルス（Proailurus）は、およそ2500万年前の漸新世に生息した最初のネコ科動物である。
ネコ科の中では最も基盤的なクレードである。
樹上生活をしていたイヌやネコなどの食肉類の祖先ミアキスが平原へ生活の場に移したのがイヌなどの祖先となり、森にとどまって生活したのがこのプロアイルルスなどのネコの祖先であったと考えられている。

## 体型
プロアイルルスは体重10kgほどの小さな動物で、体型はネコよりも現在のフォッサに似ていたといわれる。